# Sud Aviation Caravelle
Sud Aviation Caravelle («Каравелла») — марка французских пассажирских турбореактивных самолётов средней дальности, производившихся Национальным промышленным авиационно-космическим обществом (Societé Nationale Industrielle Aérospatiale) с 1955 года (серийно с 1958 года) до 1972 года.

## История создания
С 1946 года ведущие французские авиационные фирмы прорабатывали конструкцию реактивного транспортного самолёта. В 1951 году, созданный французским правительством комитет по поддержке разработок гражданских самолётов с реактивными двигателями, выработал требования к реактивному ближнемагистральному пассажирскому самолёту. Техническими условиями предусматривалось создание среднемагистрального авиалайнера на 55-65 пассажиров с полезной нагрузкой 6000-7000 кг, крейсерской скоростью 620 км/ч и дальностью 2000 км. Был объявлен национальный тендер. Победителя тендера ждал денежный приз и контракт на постройку двух прототипов.
В январе 1952 года свои проекты на конкурс представили три фирмы. Комитет по гражданской авиации для дальнейшей работы выбрал фирму SNCASE, которая предложила проект X-210, но предложил переработать представленный проект под два более мощных двигателя. Доработанный проект с турбо-реактивными двигателями "Rolls-Royce RA-16 Avon" был представлен комитету в июле 1952 года, а в через два месяца фирма получила уведомление о победе в конкурсе. самолёт получил название SE-210 Caravelle.
При проектировании самолёта фирма SNCASE  тесно сотрудничала с британской фирмой de Havilland, которые предоставили свои разработки по первому пассажирскому реактивному самолёту "Comet-1". От британского самолёта практически целиком была взята носовая часть фюзеляжа с кабиной экипажа и оборудованием. Это сотрудничество позволило не только снизить расходы, но и сократить время на разработку.
В январе 1953 SNCASE получил заказ на строительство двух прототипов для летных испытаний и двух для испытаний на прочность и усталость. Макет самолёт был продемострирован на авиасалоне в Ле-Бурже. Первый прототип для летных испытаний был выкачен из заводского ангара в апреле 1955 года.

## Испытания
Первый полёт продолжительностью 41 минута прототип выполнил 27 мая 1955 года. Полёт прошел без замечаний. За первый год испытаний самолёт налетал более 400 часов, выполнив 170 полётов. В процессе испытаний первого прототипа проводился взлёт и полёт самолёта с одним работающим двигателем, испытания в условиях обледененения, проводилась оценка взлётно-посадочных характеристик. В процессе испытаний было выявлено несколько конструктивных недостатков, которые учли при доработке второго прототипа.
С мая 1956 года к летным испытаниям присоединился второй прототип. Этот самолёт был укомплектован пассажирским салоном на 70 мест, двумя туалетами и багажными отсеками. Второй прототип, кроме участия в эксплуатационных испытаниях, выполнял рекламные демонстрационные полёты по США и Южной Америке с целью привлечения новых заказчиков. В мае 1956 года «Каравелла» получила национальный сертификат летной годности.
Для окончательного допуска самолёта на маршруты требовалось выполнить 1500 часов эксплуатационных испытаний. В этих испытаниях принимали участие экипажи Air France, которые заказали первые 12 самолётов серийной модели Caravelle I. В результате демонстрационных полётов появились первые зарубежные заказчики. К концу 1958 года набралось заказов на 19 экземпляров плюс заявки ещё на 18. Это позволило начать полноценное серийное производство. 2 апреля 1959 года самолёт получил допуск на выполнение коммерческих рейсов.
Это один из первых реактивных пассажирских лайнеров в мире и первый в мире пассажирский самолёт с хвостовым расположением двигателей. Самолёт использовали президенты Франции в качестве вспомогательного (для обеспечения зарубежных визитов).
Главным лётчиком-испытателем при отработке авиалайнера был ас Второй мировой войны Андре Муане.

## Серийное производство и модификации
В марте 1957 года произошло объединение авиастроительных фирм  SNCASE и SNCASO в единое предприятие Sud Aviation.  Под маркой этого производителя Caravelle получила широкую известность. В 1970 году Sud Aviation вошла в состав концерна Aerospatiale под эгидой которого производство продолжалось до 1973 года. Производство осуществлялось на авиационном заводе в Тулузе. Вместе с двумя первыми прототипами было выпущено 282 экземпляра..К 1996 году в эксплуатации находилось около 20 самолётов.
Серийное производство SE-210 Caravelle началось в 1958 году. В первой партии было выпущено 5 самолётов для Air France, 4 - для скандинавской  Scandinavian Airlines System, один самолёт купила бразильская авиакомпания Varig. В процессе производства было изготовлено несколько модификаций самолёта:
- Caravelle I — по сравнению с прототипами была увеличена длина фюзеляжа, что позволило установить в носовой части метеорадар.  Установлены более мощные двигатели, с тягой 4760 кгс, увеличен взлётный вес до 43455 кг. Первый полёт 18 мая 1958 года. В период с 1958 по 1960 годы было выпущено 19 экземпляров[1].
- Caravelle IA — соответствует предыдущему варианту, но с модифицироваными двигателями. В 1960 году было выпущено 13 экземпляров.
- Caravelle III — установлены двигатели с тягой 5170 кгс, увеличен взлётный вес до 47945 кг. Добавлен центральный топливный бак. Первый полёт 30 декабря 1959 года. Выпускался с 1959 по 1970 годы. Всего было изготовлено 78 самолётов. В этот вариант были доработаны все самолёты Caravelle I и Caravelle IA[1].
- Caravelle VI-N — были установлены двигатели с дополнительной ступенью компрессора с тягой 5535 кгс. Взлётный вес был увеличен до 48000 кг. Первый полёт  10 сентября 1960 года. Выпускался с 1960 по 1969 годы. Всего было изготовлено 53 экземпляра. Была усовершенствована аэродинамика механизации крыла. Крейсерская скорость возросла до 790 км/ч. Двигатели оснастили глушителями шума. Под эту модификацию были доработаны несколько самолётов Caravelle III авиакомпании Alitalia[1].
- Caravelle VI-R — модификация для североамериканского рынка. Были установлены двигатели, оснащенные устройством реверса тяги, усовершенствованными тормозами и дополнительными трехсекционными интерцепторами для уменьшения длины пробега. Взлётный вес 49941 кг. В пассажирском салоне установлены увеличенные иллюминаторы. Первый полёт 6 февраля 1961 года. С 1961 по 1970 годы было выпущено 56 экземпляров[1].

На всех вышеперечисленных модификациях Caravelle были установлены турбореактивные двигатели Rolls-Royce R.A.29 Avon Mk. 522, 527, 531 и 533R, у которых был очень высокий расход топлива при взлёте и посадке. Поэтому последующие модификации самолёта комплектовались двухконтурными турбореактивными двигателями (ДТРД).
- Caravelle VII-A — модификация с ДТРД General Electric CJ-805-23C с тягой 7300 кгс. Экземпляр Caravelle III был доработан под новый двигатель на фирме "General Electric". Первый полёт 29 декабря 1960 года. После испытаний самолёт совершил рекламное турне по Дальнему Востоку и Австралии. В 1962 году самолёт был снова переделан в вариант Caravelle III и продолжил эксплуатироваться в Air France[1].
- Caravelle X-A — установлены двигатели General Electric CJ-805-23C. Для независимости при запуске двигателей от наземных служб была установлена вспомогательная силовая установка (ВСУ). Фюзеляж удлинили на 0,93 м. Увеличили площадь хвостового оперения. Аэродинамика самолёта была улучшена за счет нового обтекателя стыка крыла с фюзеляжем. На крыле установили двухщелевые закрылки. Взлётный вес 51937 кг. Первый полёт 31 августа 1962 года. Построен один экземпляр[1].
- Caravelle 10B (Super Caravelle B) — установлены двигатели Pratt & Whitney JT8D. Фюзеляж и оперение как на предыдущей модификации. Увеличена стреловидность передней кромки крыла в корневой части, установлены двухщелевые закрылки.  Запас топлива увеличен до 22000 литров. Первый полёт 10 июля 1964 года. С 1967 по 1970 годы выпущено 22 экземпляра[1].
- Caravelle 10R — установлены двигатели Pratt & Whitney JT8D-1 с реверсом. Планер самолёта аналогичен Caravelle VI-R. Усилен пол кабины и усилено шасси. Первый полёт 21 апреля 1966 года. С 1967 по 1970 год выпущено 20 экземпляров[1].
- Caravelle 11R — грузовая модификация на базе версии Caravelle 10R. Фюзеляж удлинен на 0,7 м, усилен девятиметровый участок пола кабины. Установлена большая грузовая дверь. самолёт использовался как для чисто грузовых, так и для грузопассажирских перевозок. Первый полёт 21 апреля 1966 года. С 1967 по 1969 годы было выпущено 6 экземпляров[1].
- Caravelle 12 — модификация создана на базе самолёта Caravelle 10B. Фюзеляж удлинен в передней части до крыла на 1,98 м и после крыла на 1.22 м. Пассажировместимость рассчитана до 139 мест. Усилена конструкция планера, изменена система кондиционирования, увеличены аварийные люки. Взлётный вес 57970 кг. Первый полёт 29 октября 1970 года. С 1970 по 1973 года выпущено 12 экземпляров[1].

Самым массовым был самолёт модификации Caravelle III. Он выпускался дольше всех и стал рекордсменом по количеству экземпляров. Пик производства пришёлся на 1960-1961 годы, в этот период было выпущено 39 экземпляров.

## Конструкция
Двухмоторный турбореактивный низкоплан с задним расположением двигателей, со стреловидным крылом и однокилевым вертикальным оперением.
Фюзеляж типа полумонокок круглого сечения. Внешний диаметр 3,12 м. Обшивка работающая из дюралюминия. В носовой части фюзеляжа установлен метеорадар, закрытый радиопрозрачным обтекателем. В герметичной части фюзеляжа расположены — в передней части двух- или трёхместная пилотская кабина. Далее пассажирский салон, отделённый от кабины дверью. В зависимости от требований заказчика пассажировместимость от 64 до 80 мест. При компоновке первого класса на 64 места кресла расположены по 4 в ряду с проходом посередине. При экономическом классе на 80 пассажиров 5 кресел в ряду — 3 по правому борту и 2 по левому.
В передней части пассажирского салона расположена кухня, а в задней части два туалета, гардероб и помещение для ручной клади. Под полом пассажирского салона багажный отсек, доступ в который через люки нижней части фюзеляжа. В хвостовой нижней части фюзеляжа встроенная убираемая лестница-трап. Кроме того за пилотской кабиной, по левому борту имеется входная пассажирская дверь.
Крыло цельнометаллическое низкорасположенное стреловидное трехлонжеронное. Конструктивно состоит из центроплана и двух отъёмных консолей. Механизация крыла - двухсекционные элероны и однощелевые закрылки. Перед закрылками устанавливались тормозные щитки. На модификациях Caravelle 10B и Caravelle 12 закрылки двухщелевые. На модификации Caravelle VI-R на передней кромке крыла установлены  трехсекционные спойлеры.
Хвостовое оперение свободнонесущее однокилевое классической схемы. Рули высоты и руль направления с сервоприводом. Размах стабилизатора 10,6 м.
Шасси трёхопорное с носовой опорой. На основных опорах четырёхколёсная тележка с антиблокировочными тормозами. Носовая опора двухколёсная поворотно-управляемая. Все опоры с гидропневматической амортизацией. В полёте носовая опора убирается вперёд по полёту, основные опоры убираются в нишу на центроплане.
Силовая установка два турбореактивных двигателя с осевым компрессором Rolls-Royce R.A.29 Avon Mk.527 (Caravelle III), тягой 5170 кгс каждый, или двухконтурные турбореактивные двигатели с осевым компрессором Pratt & Whitney JT8D-9 (Caravelle 10B, Caravelle 12) тягой 6580 кгс каждый. Двигатели устанавливались в мотогондолах, расположенных в хвостовой части фюзеляжа. Топливо находилось в четырёх интегральных баках в крыле. Запас топлива 19000 литров. На модификациях Caravelle 10B и Caravelle 12 в центроплане установлен дополнительный бак на 3000 литров.

## Лётно-технические характеристики
Sud Aviation Caravelle 11R
Источник данных: Журнал Flight International 

Технические характеристики
- Экипаж: 3 чел.
- Пассажировместимость: 100 чел.
- Грузоподъёмность: 9095 кг
- Длина: 33,02 м
- Размах крыла: 34,26 м
- Высота: 8,68 м
- Площадь крыла: 146,6 м²
- Масса пустого: 30 905 кг
- Максимальная взлётная масса: 43 500 кг
- Масса топлива во внутренних баках: 12 218 кг
- Силовая установка: 2 × ТРДД Pratt & Whitney JT8D-7
- Тяга: 2 × 6350 кгс

Лётные характеристики
- Максимальная скорость: 800 км/ч
- Крейсерская скорость: 740 км/ч
- Практическая дальность: 2800 км (максимальная нагрузка)
- Практический потолок: 12 000 м
- Длина разбега: 1905 м
- Длина пробега: 1559 м
- Расход топлива: 2450 кг/час

## Sud Aviation Caravelle в СССР
В середине 1950-х годов президент «Юго-Восточного общества Франции по строительству самолётов» Ж. Херайля предложил заключить контракт на поставку в СССР пассажирских реактивных лайнеров «Каравелла». В это время в СССР полным ходом шли лётные испытания Ту-104 и готовилось его серийное производство.
Однако «Каравелла», созданная практически одновременно с Ту-104, выгодно отличалась от советского реактивного первенца прежде всего уровнем комфорта, экономичностью и более совершенным оборудованием. Один из самолётов был даже перекрашен в ливрею «Аэрофлота» в рекламных целях.
Ж. Херайль надеялся освоиться на советском рынке, продав партию самолётов. Планировалось купить 2-5 самолётов этого типа, однако сделка так и не состоялась.

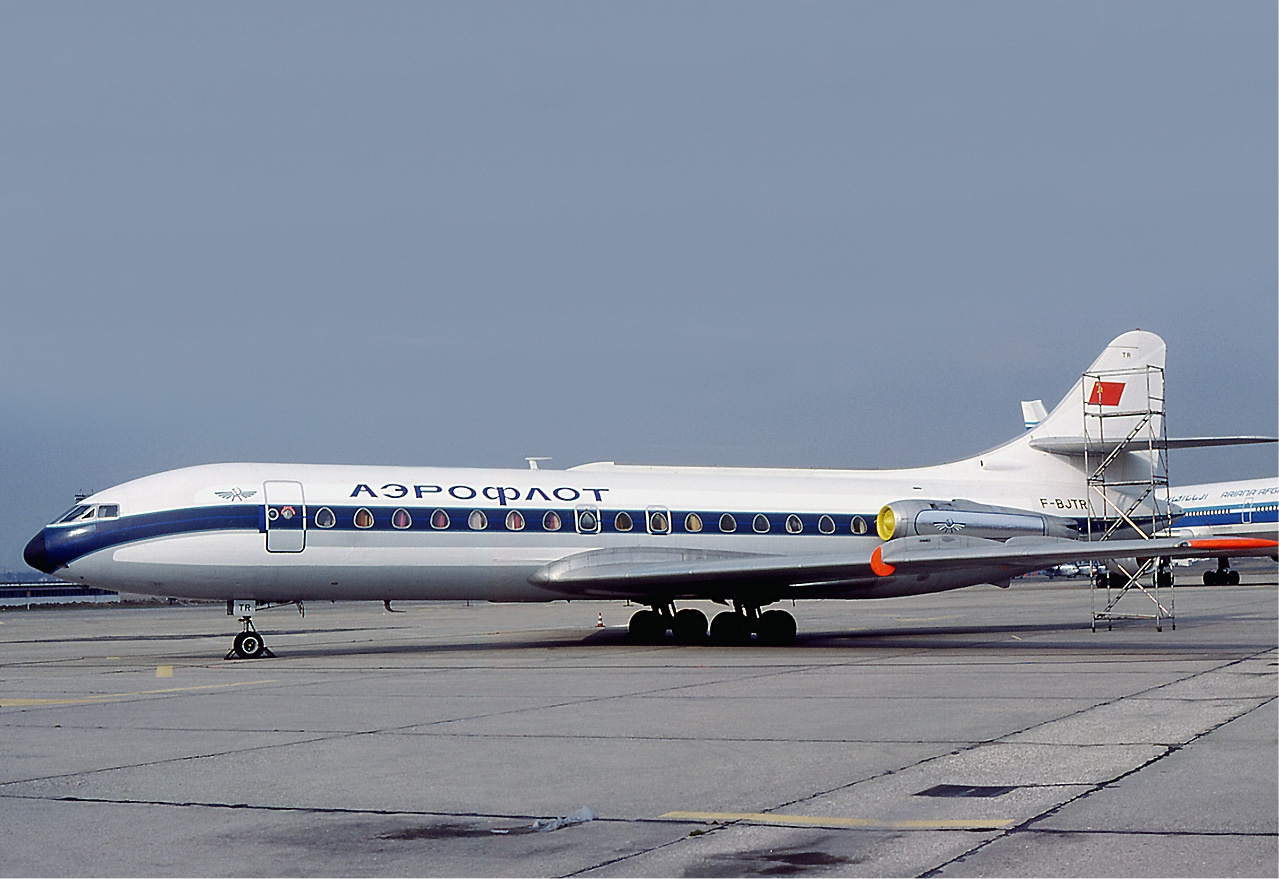
,,Каравелла’’в цветах Аэрофлота

## Эксплуатация
Air France - первый эксплуатант среднемагистрального авиалайнера. Авиакомпания имела самое большее количество самолётов Caravelle - 50 экземпляров. Первый рейс авиакомпания выполнила 12 мая 1959 года по маршруту Париж-Рим-Стамбул. Авиакомпания вывела самолёт из эксплуатации в марте 1981 года.
SAS - скандинавская авиакомпания 26 апреля 1959 первой начала коммерческие рейсы на арендованном прототипе по маршруту Копенгаген -  Каир. После получения собственных самолётов авиакомпания выполняла рейсы из Швеции, Норвегии и Дании в города Европы, на Ближний Восток и Северную Африку. Один из первых маршрутов авиалайнера была линия Стокгольм - Москва.
VARIG - бразильская авиакомпания первой вывела Caravelle на южноамериканские  и североамериканские маршруты. Первые самолёты авиакомпания получила в декабре 1959 года.
Finnair - финская авиакомпания первый эксплуатант модификации Caravelle IA и модификации с двухконтурным двигателем Caravelle 10B. Финская авиакомпания первой стала выполнять полёты на Caravelle с двумя членами экипажа.
Alitalia - итальянская авиакомпания с мая 1960 эксплуатировала самолёты Caravelle III на линии Рим - Лондон.
Sabena - бельгийская авиакомпания начала коммерческую эксплуатацию Caravelle VI-N с февраля 1961 года на линии Брюссель - Ницца. На четырех самолётах этой авиакомпании отрабатывалась система автоматического захода на посадку.
ALIA - иорданская авиакомпания первый эксплуатант модификации Caravelle 10R. Первый самолёт в авиакомпанию был поставлен 25 июля 1965 года.
United Air Lines - авиакомпания первый американский заказчик "Каравелл". Первый самолёт был получен 31 мая 1961 года, а 14 июля началась эксплуатация Caravelle VI-R на линии Нью-Йорк - Чикаго.
Air Afrique - авиакомпания из Западной Африки 17 июля 1967 года получила первый экземпляр и приступила к эксплуатации грузовой модификации Caravelle 11-R.
Sterling Airways - датская авиакомпания с 12 марта 1971 года эксплуатант последней модификации самолёта - Caravelle 12.
Air Inter - 16 марта 1973 года поставкой Caravelle 12 этой французской авиакомпании закончилось производство самолётов "Каравелла". 9 января 1969 года "Каравелла", принадлежащая Air Inter, в коммерческом полёте, в условиях плохой видимости выполнила первую в мире автоматическую посадку.
Всего самолёты "Каравелла"  были проданы 35 операторам из 27 стран мира. Основные регулярные и чартерные авиакомпании Европы, Азии, Африки, Южной и Латинской Америки эксплуатировали эти самолёты до середины 1980-х годов. В начале 1990-х годов  самолёты стали постепенно переводиться с основных магистралей на второстепенные. Последний рейс самолёт SU-210 Caravelle состоялся в июле 2005 года. Его выполнила авиакомпания Waltair из Демократической республики Конго на самолёте Caravelle B3.
Гражданские операторы:
 Алжир
- Air Algérie

 Аргентина
- Aerolíneas Argentinas

 Австрия
- Austrian Airlines

 Бельгия
- Belgian International Air Services
- SABENA
- Sobelair

 Бразилия
- Cruzeiro do Sul
- Panair do Brasil
- VARIG

 Бурунди
- Air Burundi

 Заир
- Affro Cargo
- Air Zaire

 Кот-д’Ивуар
- Air Afrique

 Колумбия
- Aerotal Colombia
- Aerocesar Colombia

 Республика Конго
- Air Congo

 Эквадор
- SAETA
- SAN Ecuador

 Египет
- Egyptair

 Финляндия
- Finnair
- Kar-Air

 Франция
- Aerotour
- Air Charter International
- Air France
- Air Inter
- Air Provence
- Catair
- Corsairfly
- Euralair
- Europe Aero Service
- Minerve
- Trans-Union
- Union de transports aériens

 Габон
- Air Gabon
- Gabon Express

 Германия
- Aero Lloyd
- LTU International
- Lufthansa
- Panair
- Special Air Transport

 Индия
- Indian Airlines
- Pushpaka Aviation

 Италия
- Aerolinee Itavia
- Alitalia
- Altair
- Società Aerea Mediterranea

 Иордания
- Royal Jordanian

 Лаос
- Royal Air Lao

 Ливан
- Middle East Airlines

 Ливия
- Kingdom of Libya Airlines

 Люксембург
- Luxair

 Мали
- Air Mali

 Марокко
- Royal Air Maroc

 Мартиника
- Air Martinique

 Новая Каледония
- Aircalin

 Нидерланды
- Transavia

 Филиппины
- Filipinas Orient Airways
- Sterling Philippines Airways

 Португалия
- TAP Portugal

 Испания
- Aviaco
- Iberia Airlines
- TAE – Trabajos Aéreos y Enlaces
- Transeuropa Compañía de Aviación

 Швеция
- Transwede
- Scandinavian Airlines (совместно с Данией и Норвегией)

 Швейцария
- Balair
- CTA
- SA de Transport Aérien
- Swissair
- Air City

 Сирия
- Syrian Arab Airlines

 Тайвань
- China Airlines
- Far Eastern Air Transport

 Таиланд
- Thai Airways International

 Тунис
- Tunisair

 Турция
- Istanbul Airlines

 США
- Air Midwest
- United Airlines

 Венесуэла
- Avensa
- Viasa

 Южный Вьетнам
- Air Vietnam

 Югославия
- Air Yugoslavia
- Inex Adria Aviopromet
- JAT Yugoslav Airlines

 ЦАР
- Air Centrafrique

 Чили
- LATAM Chile

Военные и правительственные операторы:
 Алжир
- Военно-воздушные силы Алжира

 Аргентина
- Военно-воздушные силы Аргентины

 ЦАР
- Правительство ЦАР

 Чад
- Правительство Чада

 Франция
- Военно-воздушные силы Франции

 Габон
- Правительство Габона

 Мавритания
- Правительство Мавритании

 Мексика
- Военно-воздушные силы Мексики

 Руанда
- Правительство Руанды

 Сенегал
- Правительство Сенегала

 Швеция
- Военно-воздушные силы Швеции

 Югославия
- Военно-воздушные силы Югославии